# 文人 (中国)

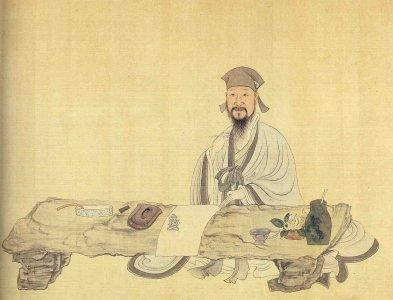
明の陳洪綬による文人画『南生魯楽図』文人と文房四宝が描かれている。

文人（ぶんじん）とは、中国の伝統社会に生じたひとつの人間類型であり、「学問を修め文章をよくする人」の意である。なお、書家や画家を表す「墨客」（ぼっきゃく）を合わせて、「文人墨客」ということもある。

## 概要
中国の長い歴史的変遷によって文人の性格は大きく変化し、研究者によって様々な解釈がなされ、必ずしも一様とはいいきれないが、「学問を修め、文章をよくする人」であることが文人たる所以といえる。この「学問を修める」とは経書経学（儒学的知識）を中心に、史学・漢学など幅広い知識を有する読書人であることを前提とし、さらにその教養をベースとした詩文の才が問われる。「文章を能くする」とは優れた文章作成能力を差し、能文であるのみならず能筆であることも分ち難く結びついている。
さらにもうひとつ文人である条件を挙げるならば、士人（士大夫）でなければならないということである。中国において士人とは時代的変遷はあるものの概ね、儒家としての人文的教養を身につけ、支配的・指導的な立場にある者のことをいう。つまり文人は王侯・貴族・官僚・地主・地方豪族などの支配者的な階級・地位の出身者がほとんどであった。
文人に共通する美意識として風流がある。風流という言葉は漢代には上層民の文化が下層民を感化するといった意味で使われたが、晋代の玄学の流行とともに、優れた才能を持ち、精神的な深淵に達した士人が顕す魅力的な人格を指すようになる。清談を行う者は風流人と見なされ、風流人が表面的に顕した振る舞い・言葉遣い・風習は理想化されて文人の人生の基準とされた。
しかし、時代が下った明代以降には必ずしもこの条件に当てはまらない文人が多数出現しているという点も看過できない。
六朝時代にそのプロトタイプが見られるが、中唐から宋代になると文人的な自覚をもった人物が現れ始める。彼らの意識の根底には雅俗認識を主な価値基準とする人間観・世界観があり、風雅を求め山紫水明を愛する気風が生じてくる。と同時に、多芸多趣味・アマチュアリズム・反俗性・孤高性・養生・隠逸志向などの多様な文人属性が数えられるようになる。このような属性の付与をもって今日我々がイメージする一般的な「文人」像が成立したといえる。なお、必ずしも文人とされる人物が「文人」という名辞をもって自らをはっきり規定していたのではなく、後に「文人」としての枠組みにその人物を収めた場合も多分にあるということを留意されたい。
日本の文人については中国との社会制度の違いから、その定義が極めて難しく、厳密に言えばその存在を否定しかねない。しかしながら、特に江戸時代中期以降になると明確に文人意識を持ち、文人文化を実現した人々が多数存在したこともまぎれもない事実である。

## 変遷
そもそも文人とは「文房の人」、つまり書斎にいる人という意味で、中国では普通に使われてきた。これは中国において書斎を中心に文化が発展してきたからであり、「武人」つまり軍人との対比的な意味合いで使われた。時代的変遷を総じていえば、文人の要素として時代を遡るほど徳（道義）を強調する傾向があり、時代が下ると風流に傾倒するといえる。

### 周・漢
「文人」という言葉が見られる最古の文献は周代まで遡ることができ、儒学経典の『書経』や『詩経』に「文徳の人」（『詩経』 毛氏伝）あるいは「徳美あって記さるる人」（鄭玄の注釈）とある。つまり学問と徳に秀でた人物を指している。儒教思想は実践的であることから学問を行えば自ずと徳が磨かれるものと見なされていた。漢代になっても文人の意味はほぼ同義である。この時代の文人は記録文書や政治的公文（上書・秦記）などの文書を職業的に扱っていた。また戦国時代末に現れた楚国の屈原に代表される辞賦作家は、王侯の娯楽用として賦を作ったが、漢代になるとこの辞賦作家が多く登場している。後漢末頃から詩が隆盛しはじめ、王侯貴族らは詩に巧みな文人を集めて酒宴を開いて楽しんだという。これら辞賦作家や宮廷詩人を総じて倡優文人（しょうゆうぶんじん）という。彼らは官僚という立場ではあったが政治や社会に対する影響力は小さかった。
後漢前半に生きた王充は『論衡』において最初に文人論を述べた。それによると文を扱う才能を5段階に分け、上から「鴻儒」・「文人」・「通人」・「儒生」・「俗人」としており、文人の作文能力を高く評価している。

### 六朝時代
六朝時代になると九品官人法の導入などにより士人層が貴族化・世襲化しはじめ、文人はその特権的な立場から生活に窮することがなくなり、文芸（文学）に耽溺し、官僚としての職務を俗なる世事として疎んじる傾向が見られるようになる。この背景には儒教よりも老荘の道家思想が興起しており文人に大いに影響を与えていたとみることができる。この六朝時代に「文人」という呼び名が職業・身分という意味合いを離れ、士人の生き方のひとつの選択肢として、あるいはひとつの精神的な価値観として認識され、これ以降もその意味で使われるようになる。別の言い方をすると、文人（士人）は「経世済民すべきものである」という一面的な儒教的規範を少しだけ逸脱することができた。またこの時代の文人を特に貴族的文人と呼ぶことができるがその貴族としての意識が凡俗であることを見下す姿勢を産み出したともいえ、文人のひとつの属性である「反俗性」はこのころより培われ、「俗」を斥け「雅」を尊ぶ価値基準が生来される。このような価値基準は文芸のみならず、家格や人物評価にまで及ぶ。
六朝時代の代表的な文人に東晋の詩人 陶淵明があげられる。その漢詩はあまりに有名であるがそれ以上に陶淵明の隠逸的な処世法は後代の文人に大きな影響を与えている。

### 唐・宋
唐代になると科挙制度が整備され学問さえ修めれば誰もが官僚になれる機会が与えられたため、士人は貴族的な特権階級ではなくなった。たとえば新興の地主層などからも士人が生まれ、多くの者が科挙に及第し官僚となった。このような科挙制度による官僚化が進んだこの時代の文人を特に官僚文人ともいう。この社会情勢の変化の中、唐代を過渡期として宋代以降になると文人は公的な官僚生活と私的な文人生活の二面性を有するようになる。平たくいえばサラリーマン的な生活スタイルを身につけたということになる。官僚としてはしっかりと経世済民（世を治め民を救う）の義務を果たし、私生活においては文人として趣味の生活を堪能する。この趣味生活が文学を中心に書画や音楽など芸術全般に広がり、文人の余技となっていった。文人のアマチュアリズムとはこのように余技として行ったことを起点としており、生活の糧のため（職業）とされることを「俗」であるとして極端に嫌う風潮が生じた。六朝時代に芽生えた雅俗認識がより峻厳に研ぎ澄まされ、成熟したからともいえる。もちろん文芸・芸術の領域においても「雅」を追究し風流であることに重きを置くようになった。 
中唐の詩人 白居易は最初の自覚的文人とされ、北宋の蘇軾や南宋の陸游などがこれに続いた。また盛唐の詩人にして文人画の祖とされる王維、宋代西湖のほとりで梅を植え鶴を飼って隠棲した林和靖など典型的な文人像が形成されていった。南宋の頃になると全人的な文人観が一般にも広く認識されるようになる。一方で文人への批判もなされ、蘇軾と同時代の劉摯は「文人と称されたのでは士人として失格である」という趣旨の教訓を子孫に遺している。また朱熹も文人が思慮を欠いているとして痛烈に批判している。ともあれ、文人が社会に定着しなんらかの影響力を持ち始めた証左でもある。

### 元末・明・清
元末から明清になると科挙による官僚登用が定着し、それとともに文人が急激に増え、一般化・世俗化して社会に広く進出した。文人とは名ばかりで、それに相応しい知識や見識を持たないものまでも文人と称するようになり、文人の形骸化・劣悪化は大いに批判された。本来的にあるはずの経世済民の義務ですら全く無視し、風雅の追求のみに傾倒する文人が多数現れている。明末清初の顧炎武は『日知録』でその放蕩三昧の文人を痛烈に批判している。それとは対照的に清代中期の趙翼はその著『二十二史箚記』の中で世の中が昇平であり経済的な繁栄があったことで世の人々が文化を求め風雅を愛好するようになり、文人を歓迎し世評を高めさせることに繋がったという見方をしている。
元末から明清の代表的な文人として、文人画で優れた業績を遺した沈周・文徴明・唐寅・徐渭などが挙げられる。清末民初の呉昌碩は「中国最後の文人」と称される。

## 隠逸
文人は隠逸への強い志向を持つとされる。またこの隠逸そのものの考え方も時代的変遷が著しいが、大まかに六朝以前を儒家的隠逸、以降を儒家的隠逸と道家的隠逸のせめぎ合いというように分けることができる。両者の間には隠逸に対する本質的な考え方の変移がある。
儒家的隠逸とは儒教的な倫理を基盤とし、隠逸そのものは目的を達成するための手段としているところに特徴がある。儒家のバイブルといえる『論語』に「天下道有れば即ち見（あら）われ、道無ければ即ち隠る」とある。この「道」とは士人の究極の目的である経世済民を為すことであり、それに相応しい官位に就くことである。もしこの目的が達成できない状況にあるとき、たとえば官位に就いてもその道がないとき、または道はあっても官位に就けないときは自らの意思で隠逸すべきであると説かれている。『論語』にはこのような隠逸についての記述が多数確認でき、また『孟子』にも同様の記述が見られる。ほとんどの士人は高い志をもち学問に励んでいるが、その中で経世済民に相応しい官位に就ける士人は至極わずかである。つまり大多数の士人は志を得ることが出来ず、なんらかの形で挫折し不満をもつ。このような不満が官僚社会に蔓延すれば闘争につながり、結果として民を苦しめることになる。であるからこそ、志を得ざる士人（文人）が隠逸することは経世済民するに等しく、倫理にかなう行為（善）である。孔子が「古の賢人」と讚えた伯夷は志を貫き、自ら官を退き隠逸し、薇（わらび・ぜんまい）を食べながらついには餓死した士人であった。また文人の祖といわれる屈原はその代表作である『離騒』を遺しているが、これは国を守るために志を貫き隠逸したことを詠じた長編詩である。伯夷や屈原の身の処し方は後世の士人（文人）たちに大きな影響を及ぼした。ここでの隠逸とは山林などに身を隠すような隠遁と異なり、単に官を退くことと捉えてよい。
一方、道家的隠逸であるが、倫理（善）のためでなく真理の探求や体得の手段としての隠逸、あるいは隠逸そのものが目的化したといえる。また文人が文学や芸術に耽溺するための物理的な時間を得るために隠逸を志向したという側面もある。
前述のように六朝のはじめ、儒教的倫理規範の束縛からわずかに自由になった文人は道家的思想に新たな価値観を見いだそうとした。そうした中、阮籍や嵆康に代表される竹林の七賢をひとつの理想形とし、隠逸そのものを理念とする思潮が生まれる。しかし、「小隠」ともいわれる隠逸スタイルは官位を捨て山林などに隠棲することであり、そもそも自らの生活のベースである特権階級をも維持できなくなることから実践することは非常に難しかった。
すぐさまこれに替わって「朝隠」と呼ばれる隠逸スタイルが生まれる。官位に就いていながら精神は隠逸するという方法なのだが、内部矛盾を孕んでいるかのようでもある。経世済民という絶対倫理のみに価値をおかず、哲学的・宗教的真理にも重きを置く文人が増えたが、結果としてかれらは官僚としての本来的な職務を疎んじなおざりすることになる。
唐宋になり公私の区別が使い分けられるようになると、「中隠」という隠逸スタイルが現れる。公的には経世済民をし、私的生活で真理を探究し、文学や芸術に耽溺する。陶淵明の隠逸生活が最初の中隠とされるが、近世的文人の祖とされる白居易がはっきり中隠を自覚して実践した。蘇軾などの北宋の文人はこの中隠を理想とした。
明清となると文人は市民生活を行っており、元より経世済民の志がなく官にも就かない場合が多い。これを「市隠」として隠逸のひとつのスタイルとすることもできる。

## 琴棋詩書画

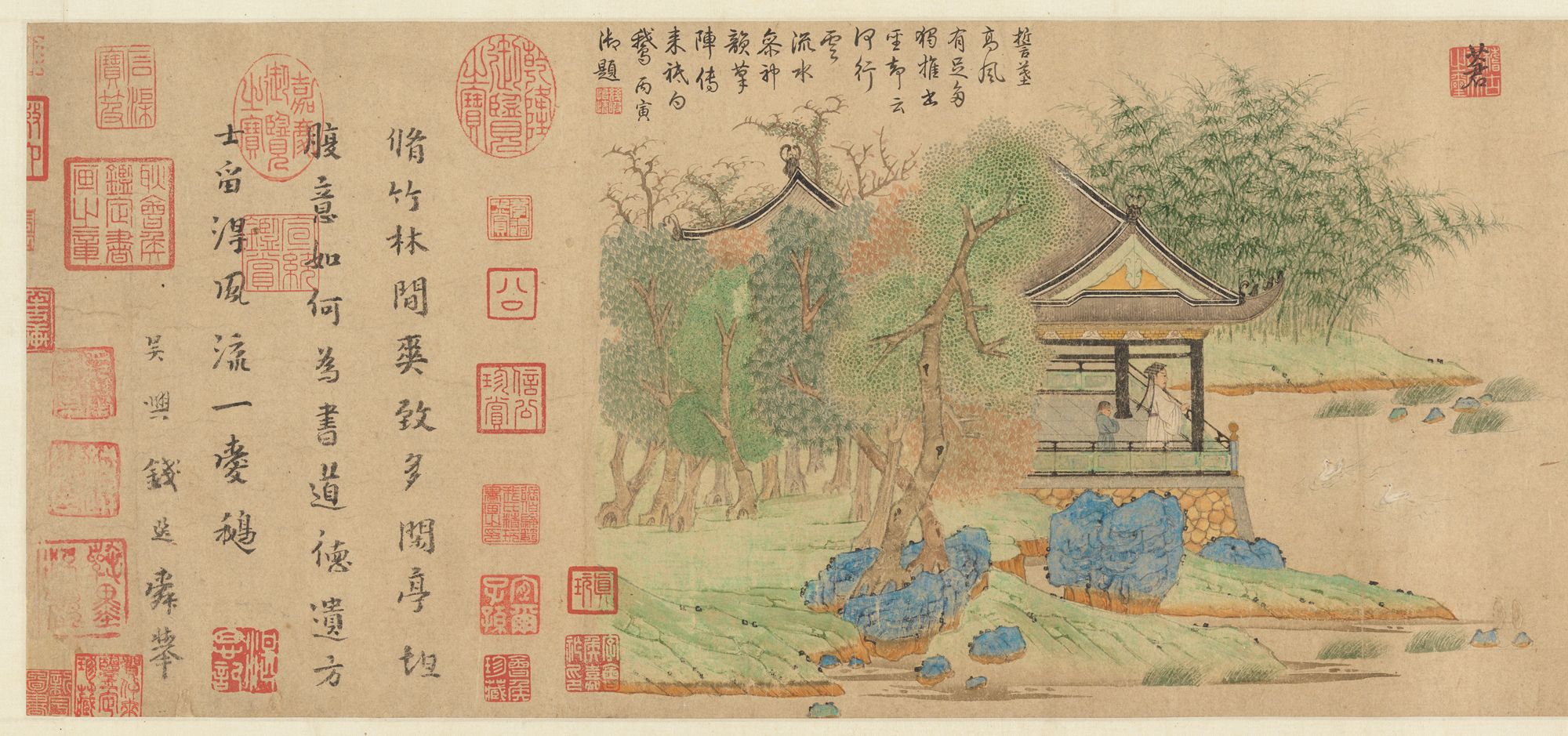
銭選『蘭亭観鵝図巻』　文人画。この作品では詩と書、画が一体となっている。

中国文人は琴棋書画に代表されるような芸能を遊戯として嗜んだ。このほかにも、詩や篆刻などが文人の芸としてあげられよう。詩書画をよくする者を三絶と称賛したように多芸をよしとする風潮があり、絵画に詩を書して落款し印章を捺すという複数の技芸を総合した文人画のような芸術が生まれた。しかし、文人達はこれらの芸を飽くまで自らが文雅を楽しむための余技として捉え、他者から職業的な営みと見られることを極度に嫌った。金銭を目的とすることは雅を尊ぶ文人の価値基準には堪えない俗物的な行為とされたからである。やがてたとえ権力者であろうとみだりにこれらの芸を披露すべきものではないという気骨を生んだ。このような反骨精神をもった文人の逸話がいくつか伝えられている。

### 琴

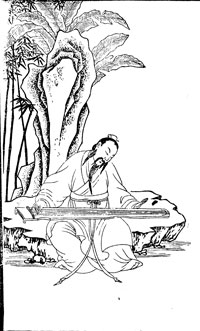
竹林の七賢のひとり、嵇康は琴と詩の才能で知られた。

琴は瑟とともに『詩経』にもみられるほど古い弦楽器であるが、孔子やその門人たちが琴を奏でることを好み、楽器の中でももっとも重用していたことが『論語』や『礼記』にみえ、また『荘子』にもその記述がある。儒学の祖である孔子らのこの風習はやがて儒者が琴をもっとも尊び愛用することに繋がった。このような琴の流行は南北朝時代に最高潮になりやがて衰退するが、近世になっても文人の嗜むべき随一の楽器とされ続けた。

### 棋（囲碁）
棋は既に『論語』の中に孔子の弁として述べられるほど古い遊びである。「博弈」のうちの「弈」が囲碁を差しているが「博」の方はスゴロクの事で『論語』ではこの二つが同等に扱われている。

### 詩
詩をもって文人の芸とすることの妥当性について検討の余地がある。というのも詩は文人というより士大夫（士人）の欠くべからざる基礎的教養であり、芸とするには重すぎる。漢代以降の中国伝統社会において詩とは士大夫の理念の表出であり、経世済民の責務を遂行する上で必須の能力と見なされていた。科挙の最高クラスである進士科の試験科目でも詩作の能力が特に重視されている。魏文帝は「文章は経国の大業、不朽の盛事なり」と宣言しているがこの「文章」には詩を含むことは間違いなく、詩作が国家の一大事であることを端的に示している。中国における詩とは、単に抒情的な韻文というだけでなく、士大夫の理念の表現様式であり、経世済民の手段であるという特殊な要素を見逃しては語れない。著名な詩人にして文人である白居易はその著『新楽府』において自らの詩作は世相を風刺し政治に影響を与えることにその本分があると述べている。士大夫の理念を実践した好例といえる。このように詩が特別な意味をもっているにも拘らず、「詩書画三絶」というように他の技芸と並立されるところをみると、文人の芸事には自ずと詩と同様の表現への希求が内在するものとも受け止められる。

### 書
文人にとって書芸はもっとも身近な芸であり、これをしない文人はいないといっても過言ではない。また名だたる能筆家のほとんどが文人であるともいえる（王羲之、初唐の三大家、顔真卿、宋の四大家など）。書することは文人の職務であり、天分である。前漢には小篆や古隷から「八分」、古隷から「章草」への変容が生じたが、これは文人の美意識の体現といえる。後漢末には八分の筆法を簡略化した「真書」すなわち楷書が誕生し、さらに行書が生まれた。いずれも同様に書芸の対象となった。元来、「書」とは書籍を示す文字だったが後漢の頃に書芸の意味に転じた。このころに実用の書から美術の書への関心の移行、つまり書の芸術性を重んじる思潮が顕著にみられ、書芸を論ずる文章（書論）が現れ出した。

### 画
文人の画芸というと文人画が有名である。これは明末の董其昌による画論『画禅室随筆』に「文人の画は王維から始まる」として唐代の王維をその始祖としたことによる。しかし、文人の画芸はさらにその淵源を遡ることができる。宋以降にようやく文人の遊戯として定着した。画芸について晋の顧愷之の『論画』、宋代の宗炳の『画山水序』・王微の『叙画』、斉の謝赫の『古画品録』などの画論でその理論が模索され、やがて気韻を貴ぶようになる。文人画は飽くまで素人の余技であり、その精髄とも呼べる「気韻」は広く文人の間に受け入れられ、宋元以降、文人の趣味生活に深く浸透していった。

## 文房趣味
文房趣味とは、文房（書斎）を中心に発展した中国文人の趣味である。文房清供あるいは文房清玩という場合もほぼ同義である。

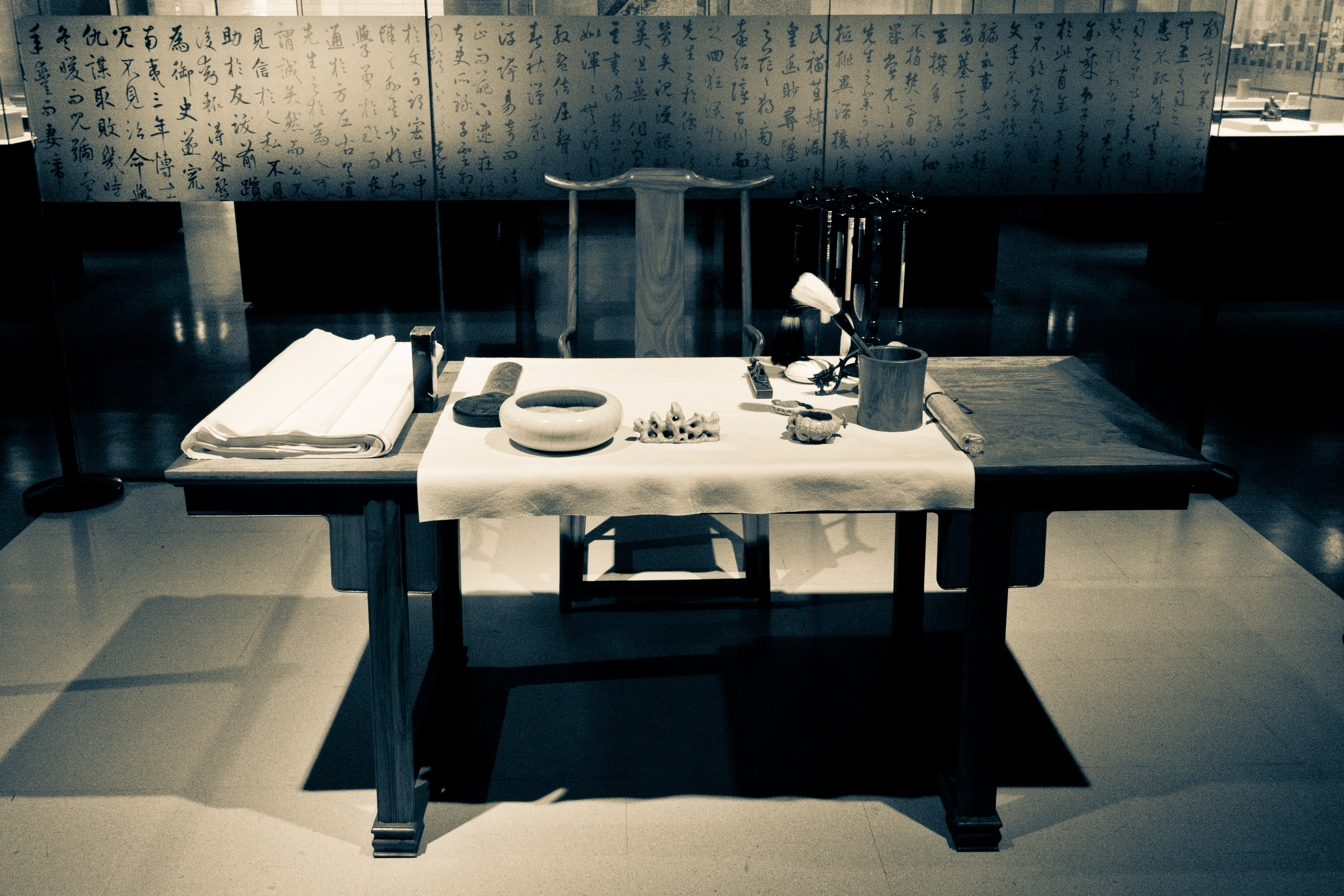
文房四宝

本来的に読書人である文人は文房において起居し、同時に趣味生活を実現する拠点とした。「明窓浄几」と表現されるように明るく清浄な書斎の環境が理想とされ、この限られた空間はひとつの小宇宙と見做され、そこに関わる文物のほとんどが趣味嗜好の対象となった。この萌芽は漢代にまで遡れるが、六朝から唐にかけて発展し、宋代に骨格が築かれ、元代では一旦衰退するが、明代において隆盛となり、清代までその余波が続いた。六朝および唐においては華麗にして典雅な貴族趣味が好まれたが、宋代になると庶民的な質素さを基調とする趣致が好まれるようになる。この質朴とも言える趣致は道教の清浄の概念に由来し、貴族的な雅趣と庶民的な野趣を併せ持つ「清」という価値で表現される。この宋代に生まれた清（清逸・清楚）なる趣致は後代まで受け継がれて発展していき、単なる遊戯であるはずの趣味を芸術の域にまで引き上げた。
文房趣味の代表格として筆・墨・硯・紙が挙げられる。これらは文房具の中心であるので文房四宝・文房四友とも称される。単なる文房具であるはずが、特に宋代以降になると鑑賞・蒐集・愛玩・収蔵の対象物となり、生産地や工人がブランド化されその優劣が盛んに論じられるようになる。
しかし、文房趣味の精髄をと問われれば、文物の鑑賞に終始する好事家であるばかりでなく、文房生活の享楽の追究であるといわなければならない。文房では欠かせない喫茶や香の習慣は味覚や嗅覚までに雅俗認識が及んでいるが、一方で生活の質を向上させ、修養にも通じているといえる。明末の文震享の『長物志』（訳注は、平凡社東洋文庫全3巻）は、この趣味をもっともよく体系化しており、室盧・花木・水石・禽魚・書画・几榻・器具・衣飾・舟車・位置・蔬果・香茗の12門に分類している。文房趣味がファッション（=衣飾）やインテリア（=位置）まで及んでいたことが注目される。このほかに明初の曹昭の『新増格古要論』・明末の張応文の『清秘蔵』・万暦年間の高濂の『遵生八戔』・屠隆の『考槃余事』などに文房趣味が論じられている。専門書も多く、挿花・盆栽などの園芸についてや金魚の飼育について述べられたものがある。変ったところでは、怪石の蒐集、鶴の飼育などが挙げられる。
文房で古書画の鑑賞に浸り、墨を擦り、詩を詠じ、友と酒を酌み交わして清談に耽ることが文人の理想的な文房生活といえる。

## 篆刻
中国における印章の歴史は古く、確実には戦国時代までその起源を遡ることができる。極く初期の頃を除けばその発達は書と同じく文人の手中にあったといっても過言ではなく、その芸術性を求める篆刻においては当然文人の独擅場であった。唐代には既に印章を美術的に論じた文献がみられるが、北宋の米芾がはじめて篆刻した文人とみなされている。宋代に隆盛した文人画は総合芸術であり詩書画に加え印章にも同様の高い芸術性が求められ、文人の雅俗認識が鋭く及ぶようになった。しかし、硬い印材しか知られていなかったため自分で刻むことは難しく、字入れして職人に依頼して作成せざるを得なかった。このため米芾の後で、文人の余技として一般的になったのは遥かに時代が下がった明中期以降である。元末に王冕が印刻に適した柔らかい石材（青田石）を発見し自身で篆刻するようになる。明代になり流通の発達したことでこの柔らかい印材が容易に入手できるようになると、文彭らの努力もあってようやく篆刻が文人の余技として広まった。その後清末までに各地に諸流派が生まれ多くの優れた篆刻家が誕生した。たとえば清代最後の文人と言われる呉昌碩は詩書画に印を加えたすべてを能くしたことから四絶と讚えられた。
篆刻は最も後発の文人技芸といえるが、これは中国社会の経済的な興隆・産業の発達・技術革新と無縁ではない。